# Cantonul Sagro-di-Santa-Giulia
Cantonul Sagro-di-Santa-Giulia este un canton din arondismentul Bastia, departamentul Haute-Corse, regiunea Corsica, Franța.

## Comune
| Comune              | Populație (1999) | Cod poștal | Cod INSEE |
| ------------------- | ---------------- | ---------- | --------- |
| Brando              | 1.654            | 20222      | 2B043     |
| Canari              | 314              | 20217      | 2B058     |
| Nonza               | 72               | 20217      | 2B178     |
| Ogliastro           | 104              | 20217      | 2B183     |
| Olcani              | 84               | 20217      | 2B184     |
| Olmeta-di-Capocorso | 144              | 20217      | 2B187     |
| Pietracorbara       | 616              | 20233      | 2B224     |
| Sisco               | 1.030            | 20233      | 2B281     |